# Prionurus microlepidotus
Prionurus microlepidotus là một loài cá biển thuộc chi Prionurus trong họ Cá đuôi gai. Loài cá này được mô tả lần đầu tiên vào năm 1804.

## Từ nguyên
Danh pháp của loài cá này trong tiếng Latinh có nghĩa là "có vảy nhỏ", ám chỉ các lớp vảy nhỏ trên thân của chúng.

## Phạm vi phân bố và môi trường sống
P. microlepidotus có phạm vi phân bố ở Tây Nam Thái Bình Dương. Đây là loài đặc hữu của Úc, chỉ được tìm thấy ở bờ biển đông nam nước này (bao gồm cả đảo Lord Howe ở ngoài khơi), từ thành phố Townsville, Queensland đến bang New South Wales.

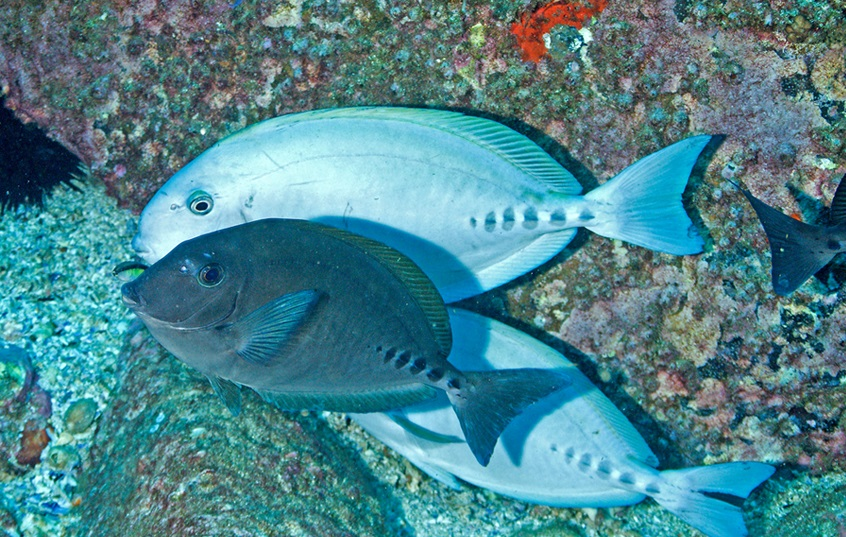
Một số cá thể P. microlepidotus có thân màu trắng

P. microlepidotus sống ở độ sâu khoảng từ 5 đến 30 m.

## Mô tả
Chiều dài cơ thể tối đa được ghi nhận ở P. microlepidotus là 70 cm. Cơ thể có màu nâu xám trơn với một số các dải sọc mờ ở hai bên thân. Có một bướu lớn khá rõ trên mõm của cá trưởng thành. Cuống đuôi có từ 5 tới 7 phiến xương nhọn màu đen ở mỗi bên, nhiều hơn so với các loài Prionurus khác. P. microlepidotus có thể chuyển đổi sang màu xám bạc, gần như trắng, và đôi khi xuất hiện một dải màu trắng trên cuống đuôi.
Số gai ở vây lưng: 8; Số tia vây ở vây lưng: 21 - 22; Số gai ở vây hậu môn: 3; Số tia vây ở vây hậu môn: 20 - 21; Số gai ở vây bụng: 1; Số tia vây ở vây bụng: 5.

## Sinh thái và hành vi
Cá con của P. microlepidotus thường sống ở các vịnh ven bờ và khu vực cửa sông. Cá trưởng thành hợp thành đàn và kiếm ăn xung quanh các rạn san hô. Thức ăn của chúng là các loại tảo.